# Campeonato Mundial de Skate
O Campeonato Mundial de Skate é uma competição anual na qual são apurados os campeões mundiais nas modalidades street e park, organizado anualmente pela World Skate, reconhecida pelo Comitê Olímpico Internacional (COI).
No ano de 2018 a World Skate, a federação internacional reconhecida pelo COI que rege o skate, e a Street League Skateboarding (SLS), o principal circuito profissional de skate competitivo, que realiza seu campeonato mundial desde 2010, anunciaram um acordo para a sanção do mundialmente reconhecido SLS World Tour e Super Crown World Championships, como o novo circuito mundial e campeonato mundial oficial e exclusivo da World Skate, que serviriam como qualificatórias olímpicas para as olimpíadas de Tóquio 2020. Essa parceria seria até 2022, no entanto, ambas as associações realizaram apenas duas competições em conjunto, sendo elas nos anos de  2018 e 2019.

## Campeões

### Masculino[5][6][7]
| Ano  | Street World Championship (World Skate)                                                     | Street World Championship (World Skate)                                                     | Street World Championship (World Skate)                                                     | Street League Skateboarding (SLS)                                                           | Street League Skateboarding (SLS)                                                           | Street League Skateboarding (SLS)                                                           |
| ---- | ------------------------------------------------------------------------------------------- | ------------------------------------------------------------------------------------------- | ------------------------------------------------------------------------------------------- | ------------------------------------------------------------------------------------------- | ------------------------------------------------------------------------------------------- | ------------------------------------------------------------------------------------------- |
| Ano  | Ouro                                                                                        | Prata                                                                                       | Bronze                                                                                      | Ouro                                                                                        | Prata                                                                                       | Bronze                                                                                      |
| 2010 | Não realizado.                                                                              | Não realizado.                                                                              | Não realizado.                                                                              | Nyjah Huston                                                                                | Shane O'Neill                                                                               | Sean Malto                                                                                  |
| 2011 | Não realizado.                                                                              | Não realizado.                                                                              | Não realizado.                                                                              | Sean Malto                                                                                  | Nyjah Huston                                                                                | Chris Cole                                                                                  |
| 2012 | Não realizado.                                                                              | Não realizado.                                                                              | Não realizado.                                                                              | Nyjah Huston                                                                                | Chris Cole                                                                                  | Chaz Ortiz                                                                                  |
| 2013 | Não realizado.                                                                              | Não realizado.                                                                              | Não realizado.                                                                              | Chris Cole                                                                                  | Nyjah Huston                                                                                | Luan Oliveira                                                                               |
| 2014 | Não realizado.                                                                              | Não realizado.                                                                              | Não realizado.                                                                              | Nyjah Huston                                                                                | Torey Pudwill                                                                               | Ishod Wair                                                                                  |
| 2015 | Não realizado.                                                                              | Não realizado.                                                                              | Não realizado.                                                                              | Kelvin Hoefler                                                                              | Nyjah Huston                                                                                | Luan Oliveira                                                                               |
| 2016 | Não realizado.                                                                              | Não realizado.                                                                              | Não realizado.                                                                              | Shane O'Neill                                                                               | Nyjah Huston                                                                                | Cody McEntire                                                                               |
| 2017 | Não realizado.                                                                              | Não realizado.                                                                              | Não realizado.                                                                              | Nyjah Huston                                                                                | Shane O'Neill                                                                               | Kelvin Hoefler                                                                              |
| Ano  | Street World Championship (World Skate) em conjunto com a Street League Skateboarding (SLS) | Street World Championship (World Skate) em conjunto com a Street League Skateboarding (SLS) | Street World Championship (World Skate) em conjunto com a Street League Skateboarding (SLS) | Street World Championship (World Skate) em conjunto com a Street League Skateboarding (SLS) | Street World Championship (World Skate) em conjunto com a Street League Skateboarding (SLS) | Street World Championship (World Skate) em conjunto com a Street League Skateboarding (SLS) |
| Ano  | Ouro                                                                                        | Ouro                                                                                        | Prata                                                                                       | Prata                                                                                       | Bronze                                                                                      | Bronze                                                                                      |
| 2018 | Nyjah Huston                                                                                | Nyjah Huston                                                                                | Kelvin Hoefler                                                                              | Kelvin Hoefler                                                                              | Felipe Gustavo                                                                              | Felipe Gustavo                                                                              |
| 2019 | Nyjah Huston                                                                                | Nyjah Huston                                                                                | Yuto Horigome                                                                               | Yuto Horigome                                                                               | Gustavo Ribeiro                                                                             | Gustavo Ribeiro                                                                             |
| 2020 | Em 2020 não houve competição por conta da Pandemia de COVID-19.                             | Em 2020 não houve competição por conta da Pandemia de COVID-19.                             | Em 2020 não houve competição por conta da Pandemia de COVID-19.                             | Em 2020 não houve competição por conta da Pandemia de COVID-19.                             | Em 2020 não houve competição por conta da Pandemia de COVID-19.                             | Em 2020 não houve competição por conta da Pandemia de COVID-19.                             |
| Ano  | Street World Championship (World Skate)                                                     | Street World Championship (World Skate)                                                     | Street World Championship (World Skate)                                                     | Street League Skateboarding (SLS)                                                           | Street League Skateboarding (SLS)                                                           | Street League Skateboarding (SLS)                                                           |
| Ano  | Ouro                                                                                        | Prata                                                                                       | Bronze                                                                                      | Ouro                                                                                        | Prata                                                                                       | Bronze                                                                                      |
| 2021 | Yuto Horigome                                                                               | Nyjah Huston                                                                                | Sora Shirai                                                                                 | Jagger Eaton                                                                                | Lucas Rabelo                                                                                | Gustavo Ribeiro                                                                             |
| 2022 | Aurélien Giraud                                                                             | Gustavo Ribeiro                                                                             | Ginwoo Onodera                                                                              | Gustavo Ribeiro                                                                             | Braden Hoban                                                                                | Chris Joslin                                                                                |
| 2023 | Sora Shirai                                                                                 | Kairi Netsuke                                                                               | Yuto Horigome                                                                               | Giovanni Vianna                                                                             | Vincent Milou                                                                               | Gustavo Ribeiro                                                                             |
| 2024 | Toa Sasaki                                                                                  | Dell Olio                                                                                   | Jhancarlos Gonzalez                                                                         | Nyjah Huston                                                                                | Giovanni Vianna                                                                             | Gustavo Ribeiro                                                                             |

### Feminino[5][6][7]
| Ano  | Street World Championship (World Skate)                                                     | Street World Championship (World Skate)                                                     | Street World Championship (World Skate)                                                     | Street League Skateboarding (SLS)                                                           | Street League Skateboarding (SLS)                                                           | Street League Skateboarding (SLS)                                                           |
| ---- | ------------------------------------------------------------------------------------------- | ------------------------------------------------------------------------------------------- | ------------------------------------------------------------------------------------------- | ------------------------------------------------------------------------------------------- | ------------------------------------------------------------------------------------------- | ------------------------------------------------------------------------------------------- |
| Ano  | Ouro                                                                                        | Prata                                                                                       | Bronze                                                                                      | Ouro                                                                                        | Prata                                                                                       | Bronze                                                                                      |
| 2015 | Não realizado.                                                                              | Não realizado.                                                                              | Não realizado.                                                                              | Letícia Bufoni                                                                              | Vanessa Torres                                                                              | Alana Smith                                                                                 |
| 2016 | Não realizado.                                                                              | Não realizado.                                                                              | Não realizado.                                                                              | Lacey Baker                                                                                 | Letícia Bufoni                                                                              | Alexis Sablone                                                                              |
| 2017 | Não realizado.                                                                              | Não realizado.                                                                              | Não realizado.                                                                              | Lacey Baker                                                                                 | Letícia Bufoni                                                                              | Mariah Duran                                                                                |
| Ano  | Street World Championship (World Skate) em conjunto com a Street League Skateboarding (SLS) | Street World Championship (World Skate) em conjunto com a Street League Skateboarding (SLS) | Street World Championship (World Skate) em conjunto com a Street League Skateboarding (SLS) | Street World Championship (World Skate) em conjunto com a Street League Skateboarding (SLS) | Street World Championship (World Skate) em conjunto com a Street League Skateboarding (SLS) | Street World Championship (World Skate) em conjunto com a Street League Skateboarding (SLS) |
| Ano  | Ouro                                                                                        | Ouro                                                                                        | Prata                                                                                       | Prata                                                                                       | Bronze                                                                                      | Bronze                                                                                      |
| 2018 | Aori Nishimura                                                                              | Aori Nishimura                                                                              | Letícia Bufoni                                                                              | Letícia Bufoni                                                                              | Lacey Baker                                                                                 | Lacey Baker                                                                                 |
| 2019 | Pamela Rosa                                                                                 | Pamela Rosa                                                                                 | Rayssa Leal                                                                                 | Rayssa Leal                                                                                 | Aori Nishimura                                                                              | Aori Nishimura                                                                              |
| 2020 | Em 2020 não houve competição por conta da Pandemia de COVID-19.                             | Em 2020 não houve competição por conta da Pandemia de COVID-19.                             | Em 2020 não houve competição por conta da Pandemia de COVID-19.                             | Em 2020 não houve competição por conta da Pandemia de COVID-19.                             | Em 2020 não houve competição por conta da Pandemia de COVID-19.                             | Em 2020 não houve competição por conta da Pandemia de COVID-19.                             |
| Ano  | Street World Championship (World Skate)                                                     | Street World Championship (World Skate)                                                     | Street World Championship (World Skate)                                                     | Street League Skateboarding (SLS)                                                           | Street League Skateboarding (SLS)                                                           | Street League Skateboarding (SLS)                                                           |
| Ano  | Ouro                                                                                        | Prata                                                                                       | Bronze                                                                                      | Ouro                                                                                        | Prata                                                                                       | Bronze                                                                                      |
| 2021 | Aori Nishimura                                                                              | Momiji Nishiya                                                                              | Rayssa Leal                                                                                 | Pamela Rosa                                                                                 | Rayssa Leal                                                                                 | Momiji Nishiya                                                                              |
| 2022 | Rayssa Leal                                                                                 | Chloe Covell                                                                                | Momiji Nishiya                                                                              | Rayssa Leal                                                                                 | Funa Nakayama                                                                               | Momiji Nishiya                                                                              |
| 2023 | Yumeka Oda                                                                                  | Rayssa Leal                                                                                 | Momiji Nishiya                                                                              | Rayssa Leal                                                                                 | Momiji Nishiya                                                                              | Paige Heyn                                                                                  |
| 2024 | Rayssa Leal                                                                                 | Momiji Nishiya                                                                              | Miyu Ito                                                                                    | Rayssa Leal                                                                                 | Coco Yoshizawa                                                                              | Yumeka Oda                                                                                  |

## Edições

### ModalidadePark
| Ano  | Datas                       | Sede      | País   |
| ---- | --------------------------- | --------- | ------ |
| 2016 | 19–20 de agosto             | Malmö     | Suécia |
| 2017 | 23 de setembro              | Xangai    | China  |
| 2018 | 31 de outubro–3 de novembro | Nanquim   | China  |
| 2019 | 12–15 de setembro           | São Paulo | Brasil |

Total de medalhas conquistas por nação de 2016 a 2021
| Posição | País           | Ouro | Prata | Bronze | Total |
| 1       | Estados Unidos | 4    | 3     | 1      | 8     |
| 2       | Japão          | 2    | 2     | 2      | 6     |
| 3       | Brasil         | 1    | 3     | 1      | 5     |
| 3       | Suécia         | 1    | 0     | 0      | 1     |
| 3       | Austrália      | 0    | 0     | 2      | 2     |
| 3       | Reino Unido    | 0    | 0     | 1      | 1     |
| 3       | Itália         | 0    | 0     | 1      | 1     |